# Jukō-in

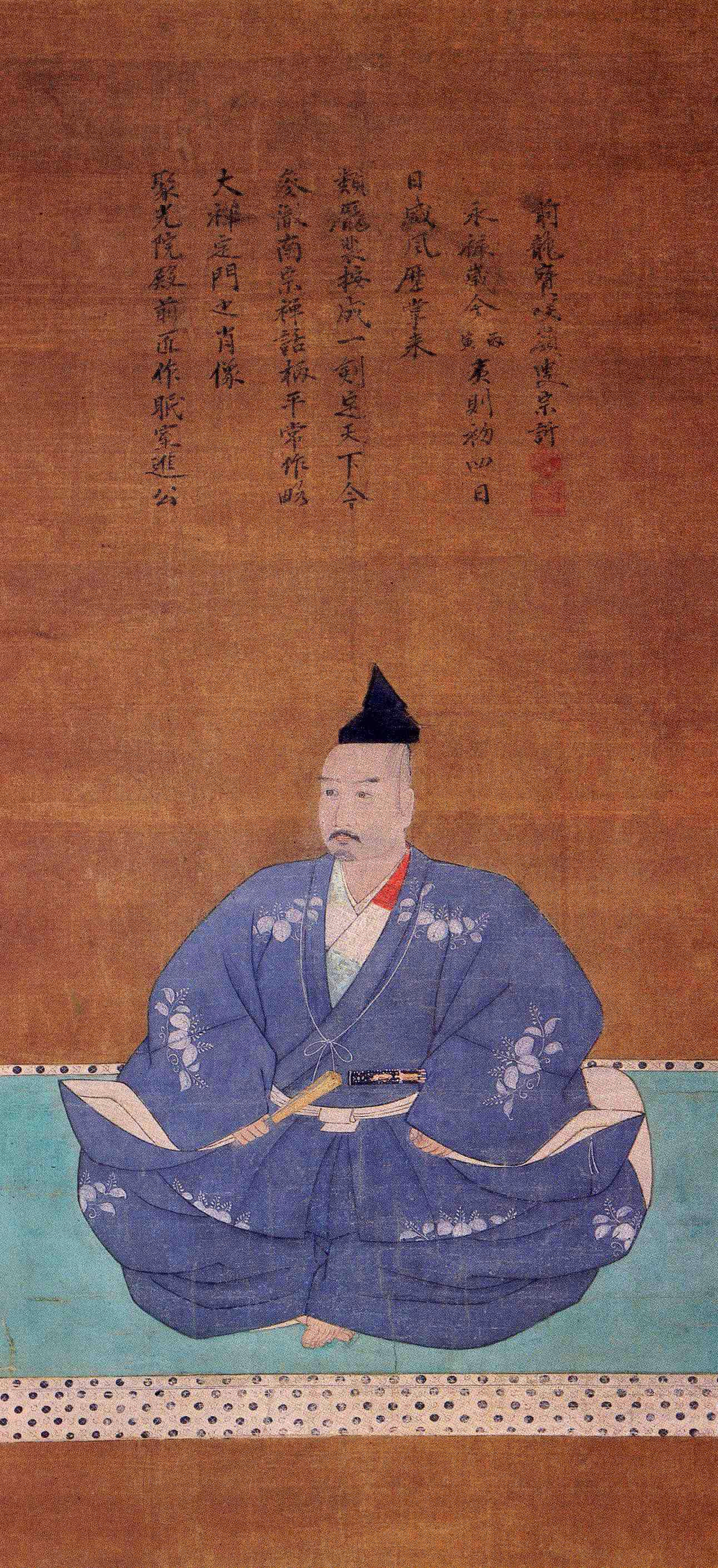
Miyoshi Nagayoshi, peinture sur soie (1566); bien culturel important

Le Jukō-in (聚光院) est un temple mineur du Daitoku-ji, à Kyoto au Japon. Fondé en 1566 comme temple mortuaire pour Miyoshi Nagayoshi, Sen no Rikyū le destine en 1589 à être le temple mortuaire de sa famille. Le « Hondō » (bâtiment principal) (1583) et le chashitsu (1739) sont des biens culturels importants du Japon et les jardins ont été désignés « paysages pittoresques »,,. Une peinture de Miyoshi Nagayoshi (1566) est aussi répertoriée comme bien culturel important.